# Fritissa
Fritissa är en ort i Marocko.   Den ligger i regionen Fès-Meknès, 300 km öster om huvudstaden Rabat.